# 枫港乡
枫港乡，是中华人民共和国江西省上饶市余干县下辖的一个乡镇级行政单位。

## 行政区划
枫港乡下辖以下地区：
枫港村、号嘴村、南坪村、大淮村、石溪村、程坊村、西坪村、白家圩村、李湾村、傅家弄村、墎坪村、禾山村、大屋村、王家村、大都村、岭上村、涂坊村、增产村、牌头村、后塘村、迁移村、阮家村、河源村、新兴村、碧溪村和江家村。